# Tête de liste des étalons en Australie
Cette liste énumère les étalons pur-sang anglais dont les produits ont remporté le plus de gains en une année en Australie, dans les courses de plat uniquement.
- 1883-84 - St. Albans
- 1884-85 - St. Albans
- 1885-86 - Musket
- 1886-87 - Robinson Crusoe
- 1887-88 - Chester
- 1888-89 - Musket
- 1889-90 - Chester
- 1890-91 - Musket
- 1891-92 - Chester
- 1892-93 - Chester
- 1893-94 - Newminster
- 1894-95 - Grand Flaneur
- 1895-96 - Trenton
- 1896-97 - Newminster
- 1897-98 - Lochiel
- 1898-99 - Gozo
- 1899-00 - Lochiel
- 1900-01 - Lochiel
- 1901-02 - Trenton
- 1902-03 - Pilgrim's Progress
- 1903-04 - Grafton
- 1904-05 - Lochiel
- 1905-06 - Lochiel
- 1906-07 - Grafton
- 1907-08 - Grafton
- 1908-09 - Grafton
- 1909-10 - Maltster
- 1910-11 - Maltster
- 1911-12 - Maltster
- 1912-13 - Ayr Laddie
- 1913-14 - Maltster
- 1914-15 - Maltster
- 1915-16 - Wallace
- 1916-17 - Linacre
- 1917-18 - Linacre
- 1918-19 - The Welkin
- 1919-20 - Comedy King
- 1920-21 - The Welkin
- 1921-22 - The Welkin
- 1922-23 - Comedy King
- 1923-24 - Valais
- 1924-25 - Valais
- 1925-26 - Valais
- 1926-27 - Valais
- 1927-28 - Valais
- 1928-29 - Magpie
- 1929-30 - Night Raid
- 1930-31 - Night Raid
- 1931-32 - Limond
- 1932-33 - Heroic
- 1933-34 - Heroic
- 1934-35 - Heroic
- 1935-36 - Heroic
- 1936-37 - Heroic
- 1937-38 - Heroic
- 1938-39 - Heroic
- 1939-40 - Beau Pere
- 1940-41 - Beau Pere
- 1941-42 - Beau Pere
- 1942-43 - Spearfelt
- 1943-44 - Manitoba
- 1944-45 - Manitoba
- 1945-46 - Emborough
- 1946-47 - The Buzzard
- 1947-48 - Midstream
- 1948-49 - Helios
- 1949-50 - The Buzzard
- 1950-51 - Midstream
- 1951-52 - Midstream
- 1952-53 - Delville Wood
- 1953-54 - Delville Wood
- 1954-55 - Delville Wood
- 1955-56 - Delville Wood
- 1956-57 - Delville Wood
- 1957-58 - Khorassan
- 1958-59 - Star Kingdom
- 1959-60 - Star Kingdom
- 1960-61 - Star Kingdom
- 1961-62 - Star Kingdom
- 1962-63 - Wilkes
- 1963-64 - Wilkes
- 1964-65 - Star Kingdom
- 1965-66 - Better Boy
- 1966-67 - Alcimedes
- 1967-68 - Agricola
- 1968-69 - Wilkes
- 1969-70 - Alcimedes
- 1970-71 - Better Boy
- 1971-72 - Better Boy
- 1972-73 - Oncidium
- 1973-74 - Matrice
- 1974-75 - Oncidium
- 1975-76 - Showdown
- 1976-77 - Better Boy
- 1977-78 - Showdown
- 1978-79 - Century
- 1979-80 - Bletchingly
- 1980-81 - Bletchingly
- 1981-82 - Bletchingly
- 1982-83 - Sir Tristram
- 1983-84 - Vain
- 1984-85 - Sir Tristram
- 1985-86 - Sir Tristram
- 1986-87 - Sir Tristram
- 1987-88 - Zamazaan
- 1988-89 - Sir Tristram
- 1989-90 - Sir Tristram
- 1990-91 - Marscay
- 1991-92 - Nassipour
- 1992-93 - Marscay
- 1993-94 - Last Tycoon
- 1994-95 - Danehill
- 1995-96 - Danehill
- 1996-97 - Danehill
- 1997-98 - Zabeel
- 1998-99 - Zabeel
- 1999-00 - Danehill
- 2000-01 - Danehill
- 2001-02 - Danehill
- 2002-03 - Danehill
- 2003-04 - Danehill
- 2004-05 - Danehill
- 2005-06 - Redoute's Choice
- 2006-07 - Flying Spur
- 2007-08 - Encosta de Largo
- 2008-09 - Encosta de Largo
- 2009-10 - Redoute's Choice
- 2010-11 - Lonhro
- 2011-12 - Fastnet Rock
- 2012-13 - Exceed and Excel[1]
- 2013-14 - Redoute's Choice
- 2014-15 - Fastnet Rock
- 2015-16 - Street Cry
- 2016-17 - Snitzel
- 2017-18 - Snitzel
- 2018-19 - Snitzel
- 2019-20 - Snitzel
- 2020-21 - Written Tycoon
- 2021-22 - I Am Invincible
- 2022-23 - I Am Invincible
- 2023-24 - I Am Invincible
- 2024-25 - Zoustar